# Britta Hilpert
Britta Hilpert (* 1. November 1966 in Hamburg) ist eine deutsche Journalistin.  

## Leben und Wirken
Nach dem Abitur am Wilhelmgymnasium in Hamburg erwarb sie 1988 ein Bildtechnikerdiplom an der Schule für Rundfunktechnik in Nürnberg. Auf verschiedene Tätigkeiten bei RIAS-TV, NDR und Sat.1 folgte das Studium der Geschichte, zunächst an der Universität Aix-Marseille von Aix-en-Provence in Frankreich und ab 1991 am King’s College London.
Nebenher begann Hilpert ab 1992 in London für das ZDF journalistisch zu arbeiten. Nach Abschluss des Studiums 1993 arbeitete sie zwei Jahre für das ZDF in Brüssel in freier Mitarbeit. Anschließend war sie im ZDF-Sendezentrum in Mainz ein Jahr lang als Reporterin für die Sendung WISO tätig und danach beim heute-journal. Darauf folgte 1997 eine Beschäftigung im ZDF-Landesstudio Hessen in Wiesbaden. Von 1998 bis 2000 leitete sie das ZDF-Landesstudio Saarland in Saarbrücken. Bis 2004 war sie ZDF-Korrespondentin in Brüssel, danach Studioleiterin in Moskau als Nachfolgerin des langjährigen Korrespondenten Dirk Sager. Als Würdigung ihrer Tätigkeit in Russland erhielt sie 2005 den Förderpreis des Hanns-Joachim-Friedrichs-Preises e.V. 2008 wurde sie in Moskau von Anne Gellinek abgelöst und war anschließend bis 2017 ZDF-Landesstudioleiterin Brandenburg in Potsdam. Von 2018 bis 2024 war sie ZDF-Studioleiterin in Wien. Zum 1. Oktober 2024 übernahm sie die Leitung des ZDF-Studios in Hamburg.

## Engagement für die Pressefreiheit
Hilpert ist Vorstandsmitglied der deutschen Sektion der Menschenrechtsorganisation Reporter ohne Grenzen.

## Tätlicher Angriff durch AfD-Anhänger
Am 26. November 2015 wurde Hilpert in Cottbus von mehreren Teilnehmern einer AfD-Demonstration tätlich angegriffen, als sie ein Interview für das ZDF führen wollte. Die Polizei musste einschreiten.